# Dauphin (Santa Lucía)
Dauphin es una localidad de Santa Lucía. Hasta el año 2014 fue la cabecera del distrito homónimo, el cual fue disuelto pasando a formar parte del distrito de Gros Islet.

## Demografía
Según censo 2001 contaba con 93 habitantes. La estimación 2010 refiere a 122 habitantes.